# Michel de Almeida
Michel de Almeida (Lisboa, 28 de septiembre de 1974) es un deportista portugués que compitió en judo. Ganó una medalla de oro en el Campeonato Europeo de Judo de 2000, en la categoría de –73 kg.

## Palmarés internacional
| Campeonato Europeo | Campeonato Europeo  | Campeonato Europeo | Campeonato Europeo |
| Año                | Lugar               | Medalla            | Categoría          |
| ------------------ | ------------------- | ------------------ | ------------------ |
| 2000               | Breslavia (Polonia) | Medalla de oro     | –73 kg             |